# Ulysses Fossae

Mapa do of Ulysses Fossae

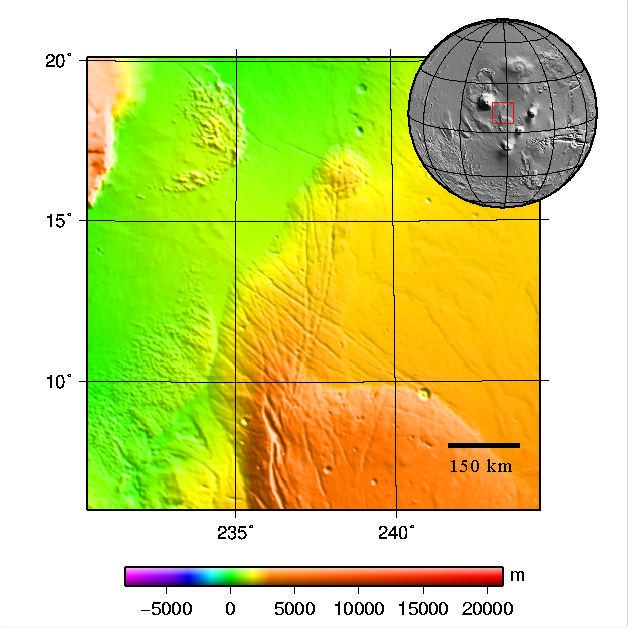
Mapa do of Ulysses Fossae

Mapa do quadrângulo de Tharsis indicando as principais formações. Tharsis contém vários vulcões, incluindo Olympus Mons, o maior vulcão conhecido no Sistema Solar. Note Ceraunius Tholus, que apesar de parecer pequeno, possui a mesma altura do Monte Everest na Terra.

Ulysses Fossae é uma fossa no quadrângulo de Tharsis em Marte situada a 10.2º latitude norte e 123.4º latitude oeste. Recebeu o nome de uma formação de albedo. 